# Coelopina anomala
Coelopina anomala is een vliegensoort uit de familie van de wiervliegen (Coelopidae). De wetenschappelijke naam van de soort is voor het eerst geldig gepubliceerd in 1923 door Cole.